# Лаз Азиз Ахмет-паша
Лаз Азиз Ахмет-паша (тур. Laz Aziz Ahmet Paşa; ум. в марте 1819, Эрзурум) — великий визирь Османского государства.

## Биография
Начинал службу в рядах янычар, дослужившись до звания — Капыджыбашы (Kapıcıbaşı). Позже стал главой Браила. С началом русско-турецкой войны отправляется в Эдирне для координации войск. После первых побед войска Хаджи Мустафы-аги, Ахмед-паша становится великим визирем. С поражением и подписанием Бухарестского мирного договора 28 мая 1812 года, был обвинен турецким военачальником Хуршидом Ахмедом-пашой в некомпетентности и снят с должности.
В 1814 году Лаз Ахмет-паша стал губернатором Бурсы, затем Алеппо и Эрзурума. Он умер в марте 1819 года в Эрзуруме.